# Hans Croon (voetballer)
Joannes ("Hans") Croon (Malang, Nederlands-Indië, 25 mei 1936 – Rotterdam, 5 februari 1985) was een Nederlands voetballer en voetbaltrainer.

## Voetballoopbaan
Croon voetbalde tot 1954 voor het Rotterdamse Xerxes en kort voor RCH uit Heemstede. Zijn carrière werd afgebroken door een ernstige blessure.

## Trainersloopbaan
Hij doorliep het CIOS in Overveen en ging in 1955 studeren aan de Deutsche Sporthochschule Köln. Hierna trainde hij in Nederland een drietal Haarlemse amateurvoetbalclubs voor hij in het profvoetbal aan de slag ging.
Croon was op zijn eenentwintigste al actief als trainer van DWS. Later trainde hij SVV, HVC, RKSV Volendam, KSV Waregem, Lierse SK, RSC Anderlecht, N.E.C. en FC VVV. Met Anderlecht won hij in 1976 de European Cup Winners' Cup door finalewinst op West Ham United.
Croon werd halverwege het seizoen 1978/79 ontslagen bij FC VVV. Later, postuum in 1994, werd hij ervan beschuldigd destijds spelers van de Venlose club te hebben aangezet tot dopinggebruik. Nadat hij in 1983 bij Lierse SK werd ontslagen, trad hij toe tot de Bhagwanbeweging en wijzigde hij zijn naam in Shunyam Avyakul.

## Overlijden
Croon overleed op 48-jarige leeftijd in een ziekenhuis in Rotterdam aan de gevolgen van een auto-ongeval in de buurt van zijn woonplaats Arnemuiden.

## Erelijst
Als trainer
 RKSV Volendam
- Eerste divisie: 1969/70

 KSV Waregem
- Beker van België: 1973/74

 RSC Anderlecht
- Beker van België: 1975/76
- European Cup Winners' Cup: 1975/76